# الوانق
الوانق هي قرية في مقاطعة أذر شهر، إيران. عدد سكان هذه القرية هو 555 في سنة 2006.